# Calle El Conde
De Calle el Conde (de Graafstraat, calle klinkt als káje) is de oudste straat en de hoofdstraat in de huidige stadswijk (barrio) Ciudad Colónial van de Dominicaanse hoofdstad Santo Domingo de Guzmán; Ciudad Colónial is in 1990 door UNESCO op de Werelderfgoedlijst is geplaatst onder de titel Koloniale stad Santo Domingo. De straat loopt van oost naar west, vanaf het Park Colón tot aan de Puerta del Conde.

## Geschiedenis
De historicus Luis Alemar verklaart:

De oudste naam van deze koloniale straat is Clavijo (klinkt als clawihgo). Er wordt aangenomen dat het de achternaam is van een voormalig inwoner die in deze straat leefde. Deze Jose Clavijo gaf les aan kinderen in een school die daar door hem was opgericht. Hierna kreeg de straat de toevoeging Real (Koninklijk), en vervolgens werd het Calle el Conde.

Alemar vermeldde ook dat deze straat de naam Imperial heeft gehad, dit verscheen in documenten in het begin van de negentiende eeuw, tijdens de Franse overheersing (1797 - 1820). Na het begin van de onafhankelijkheid van de Dominicaanse Republiek in 1844 werd de naam Separación (scheiding) gebruikt, als eerbetoon aan deze historische gebeurtenis. Deze naam werd gehandhaafd tot 23 augustus 1929 en toen vervangen door 27 de Febrero (27 februari, de datum van de onafhankelijkheid in 1844).
Na het herstel van de stad, veroorzaakt door de verwoesting door een orkaan, werd "bij beschikking van de eervolle gemeenteraad Santo Domingo" in augustus 1934 de oude naam hernoemd naar Calle el Conde en dit is tot nu toe zo gebleven.

## El Conde
De naam Calle el Conde heeft zijn oorsprong in het eerste decennium van de zestiende eeuw. Don Bernardino de Meneses Bracamonte en Zapata kreeg de titel graaf (Conde) van Peñalba, mede omdat hij als gouverneur van Spanje in 1655 de overwinning behaalde op de Britse bezetters onder bevel van Penn en Venables. De naam Calle el Conde ontstond uit de traditie om (h)erkenning te krijgen voor zijn titel. In het dagelijks leven wordt de straat aangeduid als El Conde.
Volgens de historicus Jose Gabriel García, was de graaf van Peñalba ook verantwoordelijk voor het hervormen van het voormalige bolwerk van San Gennaro, waarna ook de poort in het bolwerk, aan het eind van de Calle El Conde, zijn naam kreeg.
- Virtual International Authority File: 315531511